# Anthony Julian Huxley
|  | Dieser Artikel wurde aufgrund von formalen oder inhaltlichen Mängeln in der Qualitätssicherung Biologie zur Verbesserung eingetragen. Dies geschieht, um die Qualität der Biologie-Artikel auf ein akzeptables Niveau zu bringen. Bitte hilf mit, diesen Artikel zu verbessern! Artikel, die nicht signifikant verbessert werden, können gegebenenfalls gelöscht werden. Lies dazu auch die näheren Informationen in den Mindestanforderungen an Biologie-Artikel. |

Anthony Julian Huxley (* 2. Dezember 1920; † 26. Dezember 1992 in Surbiton, Surrey) war ein britischer Botaniker. Sein Vater war Julian Huxley. Er und seine Frau Marie Juliette (geb. Baillot) schickten ihn und seinen Bruder Francis in Dartington Hall, Devon zur Schule.

## Werke
- Indoor plants. Collingridge, 1957
- Anthony Huxley, Oleg Polunin: Flowers of the Mediterranean. 1965
  - Blumen am Mittelmeer. Ein Bestimmungsbuch. 1981, ISBN 9783405108182
- Standard Encyclopedia of the World's Mountains. 1968
- Gebirgsflora in Farben. 1275 Pflanzen der Gebirge Europas. 1969
- Garden Perennials and Water Plants. Littlehampton Book Services Ltd, 1971, ISBN 9780006167440
- Standard encyclopedia of the world's oceans and islands. 1971
- Garden Terms Simplified. David & Charles, 1971, ISBN 9780715353660
- Kew's new country extension: Wakehurst Place, Sussex. 1972
- Flowers in Greece: an outline of flora. 1972
- House Plants, Cacti and Succulents. Littlehampton Book Services Ltd, 1972, ISBN 9780600343721
- Plant and Planet. 1975
  - Das phantastische Leben der Pflanzen. 1977
- Garden planning and planting. 1976
- Anthony Huxley, William Taylor: Flowers of Greece and the Aegean. 1977
- An illustrated history of gardening. Paddington Press, New York, London, 1978
- Alyson Huxley, Anthony Huxley: Huxley's house of plants. Paddington Press, 1978, ISBN 9780448224220
- Success with house plants. Reader’s Digest Association, 1979, ISBN 9780895770523
- Anthony Huxley, Paul Davies, Jenne Davies: Wild Orchids of Britain and Europe. 1983, ISBN 9780701208202
- Green Inheritance: Saving the Plants of the World. 1984, ISBN 9780002726146
  - Unser grünes Erbe. Die Bedeutung der Pflanzen für das Leben auf der Erde. 1985
- Painted Garden. Windward, 1988, ISBN 9780711205048